# 한국의 도교 사상
한국의 도교(道敎)를 다루는 관점은 크게 두 가지로 나뉘어 있다. 하나는 한국의 도교가 한국 고래의 민족 고유 신앙에 원류를 두고 있다는 관점에서 한국의 도교를 설명하는 경우이고, 다른 하나는 한국의 도교가 중국에서의 도교, 즉 중국 민족의 민간 신앙을 바탕으로 하여 황로사상(黃老思想)을 중심으로 정립된 후한(後漢: 25~220) 말기의 기원후 2세기 전반기에 장각(張角: ?~184)이 개창한 태평도(太平道)와 장릉(張陵: 34~156)이 개창한 오두미도(五斗米道)를 도교의 원류로 보는 관점에서 한국의 도교를 설명하는 경우이다.
이런 두 가지 서로 대립되는 관점과는 달리, 한국의 도교는 민족 고유 신앙 위에서 중국의 황로사상(黃老思想)과 신선사상(神仙思想)에다 유교 · 불교를 덧붙여서 형성되었다고 볼 수 있으며, 특정한 시대의 사상이나 문화에 끼친 영향에 대하여도 그 시대적 배경에 따라 달리 나타나고 있다.
먼저, 고조선의 건국 신화인 단군 신화는 다분히 도교적 색채를 띠고 있다. 그러나 이것은 중국적 도교의 색채는 아니며 한국 특유의 도교적 색채의 신앙이다. 여러 옛 기록에서 볼 수 있는 한국 고대 사회의 시조에 관한 신화에 나타나는, 태(胎) · 란(卵) · 습(濕) · 화(化)의 사생설(四生說)에 의한 도교적 유래와 출생은 이들이 일반인들과는 다른 신이(神異)하고 비상(非常)한 능력을 가진 사람들이라는 신선설(神仙說)을 충분히 뒷받침한다. 그리고 단군 신화에 나타나 있는 군장(君長)과 천신(天神)과의 관계, 제사장(祭祀長) 칭호, 그리고 신단(神壇) 설치에서 알 수 있듯이 중국의 도교가 아직 고대 한국에 유입되기 이전에 이미 도교 사상은 모든 분야에 영향을 주고 있었다고 볼 수 있다.
또한 고대 한국, 즉 삼국 시대 역시 민속 신앙에 의한 설화적 · 신화적 사회 구조 아래 사상 · 문화 등 여러 제도가 형성되어 오다가 도교가 삼국으로 유입되었다.
고구려의 경우, 중국의 남북조시대 때 도교(특히, 신선사상과 도가의 무위사상)가 고구려로 유입된 흔적이 있다. 또한 영류왕 7년(624년)에는 당나라 고조(高祖)가 도사와 함께 천존상(天尊像)과 도법을 보내 그 도사가 《도덕경》을 강의하였다.
백제의 경우, 근초고왕(재위 346~375)의 아들 근구수왕이 태자로 있을 때 고구려와의 싸움터에서 장군 막고해(莫古解)가 도가(道家)의 글을 인용하여 추격을 중지하였다는 기록이 《삼국사기》에 있다. 이로써 불교가 들어오기 전에 이미 중국의 도교(도가)가 백제에 유입되었다는 것을 알 수 있다.
신라의 경우, 삼국 중 가장 고유 신앙이 깊어 낙천적이고 현실주의적인 생활양식이 중국의 도교 사상인 무위자연주의(無爲自然主義)와 결합되기 알맞게 형성되어 있었으며 중국 도교의 유입은 제34대 효성왕(孝成王) 2년, 당현종(唐玄宗)이 사신을 시켜 《노자도덕경(老子道德經)》과 여러 가지 문서를 보내 왔다는 사실이 있으나 신라 역시 고구려, 백제와 더불어 민족 고유의 민간 신앙에 의한 산신사상(山神思想212)·수신사상(水神思想)·무속신앙(巫俗信仰) 등 정령사상(精靈思想)인 자연숭배(自然崇拜) 신앙이 깊었고 이에 원류를 둔 도풍과 선파(仙派)가 존재했었다. 이렇게 삼국 시대는 민족 고래의 고유신앙을 바탕으로 중국 도교와의 교섭은 도참사상(圖讖思想)이 널리 보급되고 때를 같이하여 전래된 불교와 더불어 삼국시대의 사상과 문화에 끼친 영향이 크다 할 것이다.
그 후 남북국 시대를 거쳐 고려 초기에는 종교를 왕조 통일 국가를 추진하는 활력으로써, 태조 왕건(王建)은 훈요십조(訓要十條)를 제창하여 교화 정치 사상(敎化政治思想)을 정립시켰으며, 국교로는 신라에 이어 불교를 숭상하였다가 점차 유·불·도를 다 포용하였고 도교적 면으로는 팔선사상(八仙思想), 팔관회(八關會), 초제(醮祭)제도가 있었으며, 관청 기관으로 복원관(福源觀)·대청관(大淸觀) 등이 있어 민속 신앙으로서 서민층에까지 깊게 파고들었다.
고려 말기에 이르러 유교의 정주학(程朱學)이 들어와 판을 치게 되자 도교는 불교와 함께 지식 계급으로부터 배척당하게 되었고, 조선 전후기를 통하여 유교를 국교로 하는 정치 제도 아래 사림(士林)으로부터 대단한 비판을 받는 가운데도 대청관과 소격전(昭格殿)은 존립하여 각급 초례(醮禮)가 봉행되었으며, 중종 때에 조광조(趙光祖) 등의 유학자에 의하여 소격전이 혁파되었다가 4년 뒤 복설되었으나 임진왜란으로 인하여 파괴되었다. 그러나 조선의 당파 싸움은 많은 사림파(士林派) 가운데 은거(隱居)하는 청담풍(淸談風)이 일어나 현실에 실망한 유생(儒生)들이 유가에 대립하는 도가(道家)를 야인정신(野人精神)의 귀의처로 삼고 산야(山野)에 파묻혀 수도하는 단학파(丹學派)를 형성하였다.
최근세에 와서는 <태상감응편(太上感應篇)>에 교리를 둔 선음즐교와 유·불·선 3교를 합일하는 종지를 내걸고 일어난 최제우(崔濟愚)의 동학(東學)과 강일순(姜一淳)을 교조(敎祖)로 하는 50여 개파의 증산교단(甑山敎團) 등 민족 사상에 기틀을 둔 신흥 종단이 난립하였다. 뿐만 아니라 제2차 세계 대전 직후에 중국 톈진(天津)으로부터 장서전(張瑞筌) 등에 의하여 전래한 일관도(一貫道)는 각기 대한도덕회(大韓道德會)·국제도덕협회(國際道德協會)라는 종교 단체로서 성리심법(性理心法)을 전하고 있다. 한국 도교는 중국의 성립 도교(成立道敎) 가 들어오면서부터 유교의 각종 경서와 불교의 경전과 함께 많은 도서(道書)가 전래하여 사상과 문화에 커다란 영향을 미친 바 있다.

## 상고 시대

### 정령 신앙과 도교
상고시대(上古時代)에는 어느 민족이나 정령 사상에 깊이 빠져 있었다. 그리하여 각기 독특한 일종의 <도교풍>이 형성되었고, 각자의 사상과 문화 형성에 큰 영향을 끼쳤다.  그래서 모든 정령들을 자유자재로 구사할 수 있는 능력자가 한 부족의 통솔자(統率者)가 되고 군장(君長) 자격이 있다고 믿는 것이 고대 신앙으로 되었기 때문에 고조선을 개국한 단군왕검(檀君王儉) 역시 정령을 자유자재로 부릴 수 있는 절대자로 믿어졌고 영능자(靈能者)로서의 군장(君長) 또는 제주(祭主)로 추앙받았음에 틀림없다.

### 천부인과 신시
단군(檀君)의 계통을 하늘(天)에다 두고 지상국가(地上國家)를 천상국가(天上國家)의 연장으로 보아 하늘에서 천제의 아들 환웅(桓雄)이 천제(天帝)로부터 천부인(天符印) 3개를 받아 무리 3천을 이끌고 땅에 내려왔다 함은, 천부인 3개는 권능자로서의 능력을 상징하는 것이며 신시(神市)는 하늘에 제사지내는 제단(祭壇)으로 풀이할 수 있는 것이다. 천부인(天符印)으로 나라를 다스릴 때 재곡(財穀)·생명(生命)·질병(疾病)·선악(善惡) 등 360여 가지의 일을 주재(主宰)했다고 하니 이는 도교적 사상의 원류인 정령신앙(精靈信仰)에서 기인하였다고 볼 수 있다.

## 삼국 시대
중국에서의 도교가 성립 도교(成立道敎)로서 교단 형성이 되자 이에 영향을 받은 고구려·신라·백제 등 삼국 도교도 여러 방면으로 그 형태가 달라졌다. 낙천적(樂天的) 현실주의에서 온 자연숭배사상(自然崇拜思想)은 고구려에서 수신(隧神)에 제사 지내게 되었으며, 신라에서는 사직단(社稷檀)을 세우고 제사지내는 제도가 생겼고, 서민 층에 점복술(占卜術)이 성행하여 선지예조(先知豫兆)의 사상이 널리 보급되었음은 물론 <음양도참설(陰陽圖讖說)>과 함께 신라 고유의 풍류도(風流道)·풍월도(風月道)와 교섭되면서 신라의 통일을 이룩하는 강력한 화랑도 정신을 정립시켰다.

### 고구려 문화의 주체성 형성
삼국 문화의 형성 과정을 고찰할 때 동북 아시아 계통의 원시 문화를 기반으로 하여 철기 문화(鐵器文化)를 수입함으로써 성립되는 것이나, 고구려에 있어서는 한족(漢族)의 침입에 대항하면서 고구려 고유의 신앙인 일월지자(日月之子)의 정신적 전통을 수립하여 고유 문화를 확립하였다.

### 연개소문의 억불양도책
연개소문(淵蓋蘇文)은 고구려 보장왕 때의 재상으로서 보장왕 2년(643년)에 왕에게 도교(道敎)의 없음을 탄하고 나라의 위급을 상주하여 당 태종(唐太宗)에게 청하였던바, 당 태종은 숙달(叔達) 등 도사(道士) 8명에게 천존상(天尊像)과 《노자도덕경(老子道德經)》을 보내왔으므로 불사(佛寺)를 도관(道觀)으로 삼고 도교를 신봉하니, 그때의 명승 보덕화상(普德和尙)이 <국가봉도(國家奉道) 불신불법(不信佛法)>이라 하여 망국(亡國)을 개탄하고 백제 완산(完山) 반룡사(盤龍寺)로 망명 거주하였다.

### 백제에의 도교 전래
백제에 교단 도교(敎團道敎)가 성립된 흔적은 뚜렷하지 않으며 불교가 성행하였음은 "僧尼寺塔甚多　而無道士"라고 기록한 《주서 이역전(周書異域傳)-백제조(百濟條)》에서 엿볼 수 있으나, 근초고왕(近肖古王) 때 이미 불교가 백제에 전래하기 전에 도서(道書)가 유입된 사실이 입증되고 있다.  장군 막고해(莫古解)가 고구려와의 전쟁에서 태자에게 추격을 간하여 "嘗聞道家之言　知足不辱　知止不殆　今所得多矣　何必求多"라 하여 도서(道書)를 인용하여 중지시킨 사실이 그것이다.

### 백제의 산경전
산경전을 보면, 품(品)자 형의 삼봉(三峰) 이 중첩해 있고 산 밑에는 큰 바위가 뾰족하게 튀어나왔으며 산 위에는 수목이 울창하고 가운데는 집이 한 채, 우측에는 한 사람의 도사(道士)와 비슷한 인물이 그려져 있음을 볼 수 있다.  이것은 분명히 삼신산(三神山)과 도관(道觀)과 도사(道士)를 표현한 것이 아닌가 짐작되므로 백제가 신선 사상(神仙思想) 내지 도교의 영향을 받았다고 보아야 할 것이다.

### 아직기·박사 왕인의 도교 일본 전수
아직기와 왕인은 다 같이 백제 근초고왕과 근구수왕 부자 때의 사람으로 차례로 일본에 보내어져 한학(漢學)을 전했다는 기록이 있으며, 도교 사상과 도교적 의식(儀式)을 아울러 전수하였음도 뚜렷하다.

### 신라 고유 신앙과 도교 사상
삼국 중 신라는 도교 류의 고유 신앙이 가장 강하게 흐르고 있었으며 화랑도(花郞道)의 원류인 풍월도(風月道)·풍류도(風流道)는 오래전부터 있어 왔다. 화랑도의 낭도(?徒)를 국선(國仙) 또는 선랑(仙郞)이라 불렀으며, 신라의 통일을 이룩하는 데 사상의 근저가 된 도교 사상도 교단 성립(敎團成立)을 이룬 적은 없었다. 오로지 산천기도(山川祈禱)에 전념하고 서민층에서는 면액(免厄)·발복(發福) 등 무축기도(巫祝祈禱)로 전락하여 통속 신앙인 무속(巫俗)이나 기축의식(祈祝儀式)과 습합(習合)하여, 나중에 와서는 동학(東學)과 같은 사상적 요소에 집약되기도 했다.

### 신라선파
신라 시대에는 도교가 유·불(儒·佛) 양교에 많은 영향을 미쳐서 3교합일(三敎合一)의 경지까지 승화시켜 놓았으나 이를 후세 사람들은 위작(爲作)으로 보는 이도 있으며, 원래 도교의 흐름이 민족 신앙을 바탕으로 했고 모든 외래 종교가 토착화하는 과정에서는 통속적 민속신앙에 교섭되지 않은 것이 없는 한 위작으로만 단정해서는 안 된다. 신라선파(新羅仙派)는 영랑(永郞) 등 사선(四仙), 호공(瓠公), 물계자(勿稽子), 대세(大世), 구칠(仇柒), 옥보고(玉寶高), 우륵(于勒), 김·소 2선(金蘇二仙), 장미선인(薔微仙人), 김가기(金可紀), 최승우(崔承佑), 자혜(慈惠), 이청(李淸), 권청(權淸), 의상대사(義湘大師), 최치원(崔致遠), 김유신(金庾信) 등 설화(說話)와 이적(異蹟)과 함께 비기(秘記)가 많이 전해져 있어 문화 형성에 크게 영향을 끼쳤다.

### 화랑도의 자연주의 사상과 도교
신라인의 풍류적 기풍은 고대로부터의 도교사상에 연유한 영육일치사상(靈肉一致思想)과 공통점이 있고 상호협동(相互協同)하는 정신을 강하게 하여 제사(祭祀)·군사(軍事)·경제 등 화합 충성의 덕(德)으로 발현되어서 화랑의 생활 양식 중 가장 중요한 상마이도의(相磨以道義), 상열이가악(相悅以歌樂)으로 나타났던 것이며, 이러한 정신의 연마는 세속오계(世俗五戒)의 실천 윤리 사상과 삼국 통일의 정신적 근저를 이루었다.

### 삼국 시대의 도참 사상
한국에서는 도참서(圖讖書)를 비결(秘訣)·비기(秘記)·예참(豫讖)등으로 말하는데 이 도참(圖讖)은 중국 고대로부터 전래한 것으로 복회씨(伏羲氏)시대에 하도(河圖), 하우씨(夏禹氏)시대에 낙서(洛書)가 각각 나왔다고 전하며, 중국에서는 역대의 비밀 결사 단체들이 이 사상에 매혹되어 운영되는 등 널리 뿌리 깊이 파고들었다. 한국에도 고대 사회로부터 전래하는 도참 사상은 있었으나 일찍이 문자가 없어 이를 묶지 못해 중국보다 뒤떨어진 감이 있지만 중국 문화의 유입과 함께 한문의 영향을 받고 여러 가지 비기·비결이 유행하였다.

### 탈해왕의 지상술
탈해왕은 신라 제4대왕으로 성(姓)은 석(昔)이다. 매우 전설적인 임금으로서 양산(楊山) 밑 호공(瓠公)의 집터가 길지(吉地)임을 알고 이를 탈취하여 성(城)을 구축하였다는 설이 있다. 이곳이 지금의 월성(月城)으로서 풍수지리설(風水地理說)의 첫 실천자로 알려져 있다.

### 신라·백제 망국 참언
신라 말년에 최치원(崔致遠)이 고려에 의하여 신라가 망할 것이라는 예언을 "鷄林黃葉　鵠嶺靑松"으로 참했으며, 백제 의자왕(義慈王) 때 나라의 멸망을 참한 "百濟同月輪　新羅如月新"이란 글귀가 거북의 등에서 나타났다고 한 설화를 보면 도참(圖讖)과 함께 점복술(占卜術)이 성행하였음도 짐작된다.

## 고려 시대

### 태조 왕건의 도참 사상
왕건은 도선(道詵)의 지리도참설과 비기(秘記)에 힘입어 후삼국을 통일하는 데 이용하였고 훈요10조(訓要十條)에도 제2조와 제5조, 제6조에는 도참 사상이 반영되었다.

### 구변진단지도
구변도국이라고도 불리는 상고 시대의 신선 신지(神誌)의 저서로 전해오는데, 도선비기(道詵秘記)와 함께 고려시대에 널리 퍼져 많은 도참설을 낳았고 이씨가 입국건도(立國建都) 한다는 설도 이에 기인하였다.  이 밖에도 도참 사상이 낳은 많은 비기가 있으나 그 가운데 중요한 것으로 도선답산가(道詵踏山歌), 서경천도론(西京遷都論), 남경천도론(南京遷都論), 신라부흥참(新羅復興讖), 최충헌의 산천비보정책(山川裨補政策), 용언궁(龍堰宮), 김암(金巖)의 은형술(隱形術), 왕창근경문참(王昌瑾鏡文讖) 등이 있다.

### 고려의 연기·비보 사상
명종(明宗)·신종(神宗) 때의 고려는 무관이 집권하고 나라 안은 계속된 동란으로 왕권이 쇠퇴해가는 한편 천후(天候)의 이변으로 갖가지 액(厄)이 계속되어 이때에 자연히 지리도참(地理圖讖)에 의한 연기·비보의 시설이 논의되게 된 것이다.

### 삼소궁궐
고려 명종 4년 5월에 왕명으로 개경(開京)의 지덕(地德)을 연장시키고 비보하기 위하여 좌소(左蘇)를 백악산(白岳山) 에, 우소(右蘇)를 백마산(白馬山) 에, 북소(北蘇)를 기달산(箕達山)에 궁궐을 창건하고 국왕의 순주지(巡駐地)로 삼았다.  이 3소(三蘇)는 고대신앙인 3신사상(三神思想)과 일치하는 점도 많고, 소도(蘇塗)의 유풍에서 나온 것이 아닌가 풀이된다.

### 최충헌의 산천비보 정책
신종(神宗) 원년(1198년)에 권신 최충헌이 문무제신과 술사(術士)를 모아 논의하고 임시 관청인 산천비보도감(山川裨補圖鑑)을 설치, 산천의 길흉을 묻지 않고 함부로 불사(佛寺)을 일으키는 것을 억제하여 비비보(非裨補) 사찰을 철폐하는 등 다소의 억불(抑佛)정책을 쓴 바 있었다.  이러한 음양참설에 기인한 비보압승(裨補壓勝)은 국내의 산천을 비보하는 한편 무인자가(武人自家)의 지위를 안전 보위하려는 저의도 엿보인다.

### 고려의 도·불 사상 혼합
건국 초기부터 신라에 이어 불사(佛事)인 팔관회(八關會), 연등회(燃燈會)를 가지면서 도교적 행사인 초제(醮祭)를 지냈고 복원관(福源觀)·대청관(大淸觀)과 같은 관청도 설치했다. 묘청(妙淸)의 칭제건원론(稱帝建元論), 8성사상(八聖思想), 태일옥장보법(太一玉帳步法)과 백수한(白壽翰)의 천지인 3정사의장(天地人三庭事宜狀) 등 도교 사상에 근거한 것이 보인다.

### 초제청사
도가에서 초례(醮禮)를 올릴 때 축원문(祝願文)을 푸른 종이에 쓰고 도장(道場) 문에도 푸른 종이를 썼으므로 이것을 청사(靑詞)라고 한다. 초제청사에는 김부식(金富軾)의 <건덕전초례청사(乾德殿醮禮靑詞)>, 김극기(金克己)의 <동지태일청사(冬至太一靑詞)>, <건흥절태일청사(乾興節太一靑詞)>, <왕본명청사(王本命靑詞)> 등이 있다. 그리고 이외에도 <국복북두연명도액도장문(國卜北斗延命度厄道場文)> 등 많은 청사가 있었고 이것이 일반 사회 생활에 미치는 영향은 대단히 컸었다.

## 조선 시대

### 소격전과 민속 신앙
조선 초기에는 고려의 본떠 왕성 안에 대청관·소격전 등을 설치하고 각종 초례(醮禮)를 봉행하는 한편 일반 문신(文臣)이나 민중 사이에는 도교가 은밀히 성행되었다. 이러한 가운데 상류 사림 사회(士林社會)에서의 당파 싸움이 차차 극심해질수록 중앙 정계에서 밀려난 유학자(儒學者) 들은 더욱 도학에 심취되었고, 일반 민중은 은둔 생활에서 수도(修道)하는 이들을 신선시(神仙視)하게 되었다. 실학자(實學者) 가운데도 도교를 숭상하는 이가 많아져 단학파(丹學派)를 형성하게 되었다. 왕실에서 행해지는 초례(醮禮)에는 노자(老子)를 최고의 숭배 대상으로 삼고 칠성(七星)·옥황(玉皇)·천존제군(天尊帝君)에 제사하였으며 무축(巫祝)의 성격을 띤 개복신초(開福神醮)·청명초(請名醮)·도병초(禱兵醮)·기우초(祈雨醮)·소격전 본명초제(本明醮禮)·소격전 진병초(鎭兵醮)·사원초(三元醮)·삼계초(三界醮) 등과 마리산단제천(摩利山壇祭天) 등이 행해진 뒤에는 일반 민중은 무속 신앙에 더욱 깊이 빠져서 마지막에는 많은 미신(迷信) 행위가 성행하게 되었다.

### 조선단학파
《해동이적》(洪萬宗輯)에 실린 선파(仙派) 20인 중 대표적인 조선단학파를 든다면 권진인(權眞人)과 남궁두(南宮斗)·김시습·남추·정렴·전우치·윤군평(尹君平)·곽재우·권극중 등이 있고, 종래 실학자들의 음양도참사상 관심은 주목되며, 많은 도법과 비결이 나왔다. 예를 들면 《해동전도록(海東傳道錄)》, 《옥추보경(玉樞寶經)》, 《청학집(靑鶴集)》, 《정감록(鄭鑑錄)》 등이 있었다.

### 은둔 사상과 무축 신앙
임진왜란을 겪고 나서 소격전(昭格殿)이 혁파 폐지되었고 민간에서 성행되었던 무격(巫覡)은 불교와 교합되기도 했으나 명군(明軍)이 임란때의 원군으로 나오면서 도교계(道敎系)의 민간 신앙에 관왕(關王) 숭배가 전래되고 국가에서는 관묘(關廟)까지 세우게 되었다. 이런 가운데 일부 사림(士林)에는 청담풍(淸談風)이 일어 은둔 사상이 보급되었고, 서민 층 대중에는 비결(秘訣)에 의한 말세 사상(末世思想)이 널리 퍼져 뒷날 동학(東學)과 같은 신흥 종교를 열게 하여 민중 봉기의 기인이 되었다.

### 도교적 민속
한국 민속(民俗) 은 고대로부터 전래하는 민간 신앙에 원류를 두고 중국에서 유입된 각종 문화의 영향을 받아 형성된 것이다. 이 중 도교적인 것으로 짐작되는 것은 속절제(謖節祭)·무속가제(巫俗家祭)·촌제(村祭) 등이 보인다.

### 동학사상과 도교
조선 말 동학의 창시자인 최제우는 서학(西學)에 대항하기 위하여 이른바 동학(東學)을 일으켰는데 이는 유·불·선 3교를 민족 고유 신앙에 융합시켜 절대적 유일신(唯一神)으로 한울님(天主)을 신봉하고 인내천(人乃天)사상을 핵심으로 기존 체제를 타파하여 평등 사회(平等社會)로 개혁하는 한편 말세 사상을 동원시켜 개벽(開闢)신앙을 고취시키며 정치적으로는 '보국안민(輔國安民)·척양척왜(斥洋斥倭)'를 앞세워 수심정기(守心正氣)를 수도(修道)의 요결로 민중 교화를 하는 한편 도가적(道家的) 비결과 도참설을 동원하였던 것이다. 후에 동학은 천도교(天道敎), 천진교(天眞敎), 상제교(上帝敎), 시천교(侍天敎)와 같은 민족 신앙을 지향하는 도교적 교단을 형성케 했다.

### 천지공사
증산교의 교조인 강일순(姜一淳) 이 유·불·선 3교를 합일하는 새 종교를 열고 천지를 개벽하여 지상선계(地上仙界)를 건설하는 작업으로 내건 것이 천지공사(天地公事)인데, 그 방편으로 도교적인 둔갑술(遁甲術)·주술(呪術)·도참·치병을 내세웠다. 이 천지공사를 신명공사(神明公事)·세운공사(世運公事)·교운공사(敎運公事)·인도공사(人道公事)로 구분했다.

## 현대
고대로부터 한국에는 성립 도교(成立道敎)로서 교단(敎團)은 존재하지 않았고, 민간 신앙이나 외래 종교에 융합되어 흘러오다가 현대에 와서는 기성 종교(유교·불교·기독교 등)와 상대적 입장의 여건에서 성립되는 신흥 종교의 원류를 이루는 역할로 나타났다. 그리고 극소수의 염세주의적인 식자(識者)들의 현실도피적인 수도(修道) 방편으로 도교가 활용되고 있을 뿐이다.

### 조선의 성리학과 일관도의 성리심법
조선 때 중국으로부터 들어온 정주학(程朱學) 은 한국의 사상, 문화 면에 커다란 영향을 끼친 바 있으나 그것은 유학(儒學)으로서의 성리학으로, 중국의 송학(宋學)이 도교의 절대적인 영향을 받은 것과는 상관없었으나 제2차 세계 대전 종전 직후 1946년 9월 중국 톈진(天津)으로부터 장서전(張瑞筌) 일단이 들여 온 일관도(一貫道)는 성립 도교(成立道敎)로서의 한국 전래가 처음이 아닌가 보인다.  이들은 중국의 정통 도교(正統道敎)를 표방하고 3기말겁사상과 5교귀일사상(五敎歸一思想)을 내세워 이(理)·기(氣)·상(象)의 3천세계(三川世界)에서 성리심법을 구현하면 천지생성(天地生成)의 이치를 터득하여 피재도난(避災逃難)하고 요생초사(了生超死)할 수 있는 진리를 얻는다고 하여 도교의 무위자연주의사상(無爲自然主義思想)과 결부짓는다. 이 유파(流派)는 중국 도교의 북종(北宗)에 속하는 전진교에 원류(源流)를 둔 것 같다.

## 의식
도교는 교조(敎祖)가 없이 모든 자연 종교(自然宗敎) 또는 민족 고유 종교(民族固有宗敎)라고 함이 타당하다. 그 의식과 수행법에 있어서도 중국 문화권에 포함되는 여러 민족은 그 민족 고유 종교에다 중국의 불로장생(不老長生)한다는 신선술(神仙術)의 방기(方技)를 수용(受容)하여 후세 사람들이 선도(仙道) 또는 도교(道敎)라 한 것인데, 사실상 선도와 도교는 별개의 것으로 풀이되어야 한다.
한국 고대에 있어서도 이미 고유 민족 신앙에 선도적(仙道的) 흐름이 있었고 그 후 중국에서 성립 도교(成立道敎)가 유입되면서 도교라는 종교적 풍(風)이 생겼으며, 중국 역시 장각(張角)이 태평도(太平道)라는 교단(敎團)을 성립시킬 때만 해도 선도적 요소(仙道的要素)는 채용된 흔적이 없이 오직 무축(巫祝)적 통속 신앙에 의하여 치병(治病)하고 부록을 사용하여 마신(魔神)을 쫓는 등 일반 민중에 영합하기 위한 행위로 시종되었다. 그러다가 6조시대(六朝時代)에 와서야 본격적으로 도교에 선도가 유합된 기록이 있음에 비추어 이것도 다른 종교(불교·유교 등)에 대응하기 위한 방편으로서 결국은 각기 별개의 것으로 봐야 할 것이다.
그러나 도교에서의 의식(儀式)이나 수행법(修行法)은 오직 자기를 단련하여 불로불사(不老不死)의 목적 달성을 위한 방기(方技)이지만 구극적으로는 신인합일(神人合一)의 경지에 도달하는 의미가 같기 때문에 종교 목적과 합치될 수 있는 것이다. 노자(老子)나 장자(莊子)에 의하면, <도(道)>와 일체(一體)가 되면 우주(宇宙)를 변혁시킬 수 있는 능력을 얻게 되지만 그렇다고 함부로 행사해서는 안 된다고 했으며, 도의 체득은 가르쳐서 되는 것이 아니라 스스로의 체험에 의하여 얻어지는 것이기 때문에 우민대중(愚民大衆)은 불가하다고 한다. 또 도인(導引)·복기(服氣)·벽곡 등 모든 방기(方技)는 고도의 수련과 인내가 필요하며 지도자가 꼭 있어야 하고, 그것은 철두철미 엄한 기술 단련을 요하므로 오직 비전(秘傳)·구결(口訣) 등으로 구전심수(口傳心授)했기 때문에 일반 대중에게는 미치지 못하는 것으로 전해진다.

### 상고시대
한국의 단군 신화에 나타난 원시 종교에서도 선도적 설화(仙道的說話)를 얼마든지 볼 수 있다. 인간이 되고자 원하는 곰(熊)과 범(虎)이 환웅(桓雄)에게 빌어 한 줌의 영애(靈艾)와 마늘을 얻어 먹고 굴 속에서 햇빛을 금한 지 삼칠일(三七日) 만에 곰은 사람이 되었으나 범은 금기를 지키지 못하여 뜻을 이루지 못하였다. 사람이 된 웅녀(熊女)는 다시 신단수(神壇樹) 아래서 잉태하기를 빌었더니, 환웅이 거짓 화하여 혼인하고 아들을 낳게 하여 이를 곧 단군왕검(檀君王儉)이라 했다. 이러한 설화(說話) 중 인간으로 변하는 방법으로서 주술(呪術)이 행하여졌고, 신시(神市)를 벌이고 아들 낳기를 기원하였다는 것은 당시의 사회가 충분히 무축시대(巫祝時代)였음을 보여주는 것이다. 고대에는 사람들이 오직 하늘에 제사(祭祀)하였음이 일반적이겠으나, 점차 대상을 넓게 하여 모든 귀신(鬼神)에게도 제사하는 애니미즘(animism)의 도교적 자연 숭배 사상의 세계관을 가지게 되어 소원을 하늘에만 빌지 않고 여러 귀신에게까지 제의(祭儀)를 올렸던 것이다.
상고시대의 제천의식(祭天儀式)은 대부분 부족 집단이 참여하는 대규모의 것이었고 제주(祭主)는 으레 도사(道士)에 가름되는 무당의 직능을 가진 신읍(神邑)의 장이 담당하였다. 삼국 시대에 외래 종교인 도교와 불교가 전래되면서 고유의 민족 신앙은 차츰 이를 수용하여 쇠퇴하고 무속적(巫俗的) 신앙으로 도교(道敎) 화하여 민중 속으로 깊이 파고들었다. 특히 신라 초기에는 샤머니즘(shamanism)이 심각하여 천명(天命)을 받은 존장(尊長)은 무자(巫者)로 인식되었고, 그 직능은 사제자(司祭者)·무의(巫醫)·예언자로 구분되어 중국 도교에서도 볼 수 있는 무축(巫祝)·참위(讖偉)·의방(醫方)·신선술(神仙術)과 흡사해졌으며 이것은 뒷날 서로가 융합하는 데 쉬운 요소가 되기도 했다.

### 고려·조선
고려·조선에 내려오면 도교적 수행이나 의식은 크게 두 갈래로 나눠서 볼 수 있는데, 중국 문화가 본격적으로 들어오면서부터의 수행 방법은 완전히 중국 도교를 채용하여 신라선파(新羅仙派)의 수행이나 고려 조정에서 행한 각종 의식 중에는 궐정초제(闕庭醮祭)·노인성제(老人星祭)·본명성수초(本命星宿醮)·북두초(北斗醮)·태일초(太一醮)·성변기도초(星變祈禱醮)·백신초(百神醮)·삼계신초(三界神醮)·오온신제(五瘟神祭)·단성제천(檀城祭天)·수경신(守庚申)·조병육정초(助兵六丁醮) 등이 있었다. 이같은 초제는 중국의 재초(齋醮)와 교사(敎司)에 비교되는데, 명산대천(名山大川)에 단(壇)을 쌓고 제사지냈으며 그때 올리는 축문(祝文)을 초제청사(醮祭靑詞)라 하여 도교를 상징하는 푸른 종이에 축을 썼던 것이다.
조선 때도 고려조와 마찬가지로 대청관(大淸觀)과 소격전(昭格殿)을 설치하여 각종 초제(醮祭)를 지냈으며, 조선단학파(朝鮮丹學派)라 일컫는 선비들도 중국에서 들어온 각종 도서(道書)에 의하여 수행하였다. 이때 채용된 것으로는 《노자도덕경(老子道德經)》을 기본으로 했으나 《주역참동계》·《포박자》·《황정경(黃庭經)》 등 많은 방술(方術) 위주의 도서가 쓰여졌고, 상류 사회의 이같은 의식·수행과는 달리 서민 대중에게는 무축(巫祝)적 민속으로 흡수되어 갖가지 의식이나 수행법이 전해졌다. 조선 때의 민간 의식으로서는 고려 때부터 전래하던 가택행사(家宅行事)가 많이 채용되었고, 왕실에서는 소격전초제(昭格殿醮祭)로서 개복신초(開福神醮)·청명초(請命醮)·도병초(禱病醮)·기우초(祈雨醮)·본명초재(本命醮齋)·진병초(鎭兵醮)·오도태일초(五道太一醮)·마 리산제천(摩利山祭天) 등이 행하여졌다.

### 현대
현대에 들어와서는 조선 중엽부터 성행하였던 맹인의 도술적 복점(卜占)과 독경업(讀經業)이 널리 민간에 신봉되어, 연례 행사(年例行事)로서 안택(安宅)을 빌고 단체 행사로서는 부락단위(部落單位)의 동제(洞祭)·당산제(堂山祭)·성황제(城隍祭) 등이 합하여졌다. 이는 모두 노천제(露天祭) 형식을 본떠 중국의 교사(郊祠)나 왕실의 초제를 방불케 한다. 뿐만 아니라 각종 신흥 종교(新興宗敎)에서도 도교적 의식과 수행을 채용하는 곳이 많고 불교 사찰에서도 칠성원군(七星元君)을 모시는 칠성각(七星閣)이 있음은 주목된다. 일관도(一貫道)의 대한도덕회(大韓道德會), 국제도덕협회(國際道德協會)에서는 중국 고대 요순시대부터 하늘에 제사지내던 의식인 구오대례법(九五大禮法)을 그대로 봉행하는 일이 특이하다.